# 凯德拉尔乌帕齐拉
凯德拉尔乌帕齐拉  是孟加拉国的一个乌帕齐拉， 位于拉杰沙希专区的焦伊布尔哈德县 。

## 地理
凯德拉尔乌帕齐拉方圆142.60 km2, 坐落于北纬 24°56'~25°08'和东经89°02'~89°12' 之间。

## 人口
凯德拉尔人口总计115918人; 其中男性59274人，女性56644人。
宗教信仰方面：穆斯林105728人，印度教信徒9981人，佛教信徒65人，基督徒18人，其他信仰126人。

## 历史沿革
凯德拉尔警察站于1847年成立，并于1983年7月3日成为乌帕齐拉。凯德拉尔市于2010年12月9日宣布成立。